# Piotr Ciompa
Piotr Cezary Ciompa (ur. 15 kwietnia 1966 w Cieszynie) – polski menadżer, w latach 80. działacz Niezależnego Zrzeszenia Studentów, wiceprezes Polskiej Agencji Prasowej (1997–2001), w latach 2023–2024 prezes Polskiej Wytwórni Papierów Wartościowych.

## Życiorys
Był uczniem XXIII Liceum Ogólnokształcącego im. Marii Curie-Skłodowskiej w Warszawie. W 1985 rozpoczął studia historyczne na Uniwersytecie Warszawskim. W czasie studiów zaangażował się w działalność Niezależnego Zrzeszenia Studentów, od 1987 był członkiem tajnego zarządu NZS UW, członkiem redakcji pisma podziemnego pisma Kurier Akademicki, równocześnie w roku akademickim 1987/1988 był szefem samorządu studenckiego na UW, od stycznia 1989 wiceprzewodniczącym jawnych władz NZS UW. Z ramienia NZS udział w obradach Okrągłego Stołu, w podzespole ds. nauki, oświaty i postępu technicznego.
W 1992 ukończył studia historyczne, pracę magisterską napisał pod kierunkiem Marcina Kuli. W latach 1991–1992 pracował jako analityk w Biurze Bezpieczeństwa Narodowego, w latach 1992–1993 jako inspektor w Głównym Inspektoracie Celnym, w latach 1993–1994 jako główny specjalista w Departamencie Kontroli Skarbowej Ministerstwa Finansów, w latach 1994–1996 był wicedyrektorem Biura Kontroli Wewnętrznej Telewizji Polskiej. W 1997 ukończył studia MBA. W latach 1996–1997 pracował w firmie Arthur Andersen, w latach 1997–2001 był wiceprezesem Polskiej Agencji Prasowej, w latach 2001–2002 wiceprezesem Telewizja Familijna SA, następnie był członkiem zarządu TP Teltech sp. z o.o., od 2004 był wiceprezesem, w latach 2005–2008 prezesem zarządu Telecom Media sp. z o.o., w latach 2008–2010 członkiem zarządu spółki Instal-Lublin. W czerwcu 2015 został dyrektorem Wojewódzkiego Szpitala im. Św. Ojca Pio w Przemyślu, od listopada 2015 również dyrektorem Szpitala Miejskiego w Przemyślu. W listopadzie 2019 złożył rezygnację z kierowania szpitalem w Przemyślu. Od kwietnia 2020 członek zarządu Polskiej Wytwórni Papierów Wartościowych, w marcu 2023 został jej prezesem. 18 stycznia 2024 odwołany z funkcji prezesa PWPW.
W latach 90. był działaczem Ligi Republikańskiej, w latach 2002–2006 radnym Rady m.st. Warszawy.
W 2010 został odznaczony Krzyżem Oficerskim Orderu Odrodzenia Polski „za wybitne zasługi w działalności na rzecz przemian demokratycznych w Polsce, za osiągnięcia w podejmowanej z pożytkiem dla kraju pracy zawodowej i społecznej”.